# بيري كريستي
بيري كريستي (بالإنجليزية: Perry Christie)‏ (و. 1943  م) هو سياسي، ومنافس ألعاب قوى بهامي، ولد في ناساو، هو عضوٌ في الحزب الليبرالي التقدمي.

## مناصب
تولى منصب رئيس وزراء جزر البهاما (8 مايو 2012–11 مايو 2017)، ورئيس وزراء جزر البهاما (6 يونيو 2005–4 مايو 2007)، ورئيس وزراء جزر البهاما (3 مايو 2002–4 مايو 2005)، وعضو مجلس الشورى البريطاني.

## التعليم
تعلم في جامعة برمنغهام، وتحصل منها على شهادة القانون (منذ 1968)، وكلية الحقوق في جامعة سيتي لندن ‏.
| المناصب السياسية      | المناصب السياسية                                      | المناصب السياسية      |
| --------------------- | ----------------------------------------------------- | --------------------- |
| سبقه هوبرت إنغراهام   | رئيس وزراء جزر البهاما (3) 8 مايو 2012 - 11 مايو 2017 | تبعه Hubert Minnis    |
| سبقه Cynthia A. Pratt | رئيس وزراء جزر البهاما 6 يونيو 2005 - 4 مايو 2007     | تبعه هوبرت إنغراهام   |
| سبقه هوبرت إنغراهام   | رئيس وزراء جزر البهاما 3 مايو 2002 - 4 مايو 2005      | تبعه Cynthia A. Pratt |